# Ballada o Nessie
Ballada o Nessie (oryg. The Ballad of Nessie) – amerykański animowany film krótkometrażowy wyprodukowany przez Walt Disney Pictures.

## Fabuła
Stworzenie o imieniu Nessie żyje spokojnie w małym stawie wraz ze swoim przyjacielem MacQuackiem, gumową kaczką. Pewnego dnia bogaty deweloper na miejscu stawu chce zbudować pole do gry w minigolfa, a Nessie jest zmuszona poszukać nowego domu. Niestety wszędzie spotyka się z odrzuceniem, aż w końcu traci wszelką nadzieję i płacze przez wiele dni, tygodni i miesięcy. Kiedy przestaje płakać, dostrzega, że jej łzy utworzyły nowe, dużo większe jezioro.
Podczas napisów końcowych dowiadujemy się, że pole golfowe również zostało zalane, a deweloper wraz ze swoim asystentem, używają jako tratwy szyldu z wizerunkiem samego inwestora.

## Wydanie
Film miał swoją premierę 5 marca 2011 na Międzynarodowym Festiwalu Filmu Animowanego w Brukseli. Premiera w USA miała miejsce 15 lipca 2011 jako materiał dodatkowy przy okazji wydania filmu Kubuś i przyjaciele.